# مايا مارون
مايا مارون (بالعبرية: מאיה מרון‏) هي ممثلة إسرائيلية، ولدت في 12 مايو 1980 في تل أبيب في إسرائيل. من الجوائز التي نالتها جائزة أوفير.

## جوائز
- جائزة أوفير

## وصلات خارجية
- مايا مارون على موقع IMDb (الإنجليزية)
- مايا مارون على موقع ألو سيني (الفرنسية)
- مايا مارون على موقع أول موفي (الإنجليزية)
- مايا مارون على موقع قاعدة بيانات الفيلم (الإنجليزية)
- مايا مارون على موقع كينوبويسك (الروسية)